# Leslie Bassett
Leslie Raymond Bassett (Hanford, 22 gennaio 1923 – Flowery Branch, 4 febbraio 2016) è stato un compositore e docente statunitense di musica classica ed è stato Distinto Professore Emerito di Composizione Albert A. Stanley, presso l'Università del Michigan. Bassett ha ricevuto il Premio Pulitzer per la musica nel 1966 per le sue Variations for Orchestra.

## Biografia
Ha studiato composizione con Homer Keller all'Università del Michigan.
Era un membro del capitolo Gamma Pi di Phi Mu Alpha Sinfonia alla Università statale della California di Fresno, 1942.
Bassett è morto all'età di 93 anni, il 4 febbraio 2016, nella sua casa di Flowery Branch, in Georgia.

### Interviste
- Interview by Bruce Duffie, June 11, 1987

| Controllo di autorità | VIAF (EN) 2738546 · ISNI (EN) 0000 0001 1466 1975 · Europeana agent/base/76889 · LCCN (EN) n81062079 · GND (DE) 119262673 · BNE (ES) XX1327990 (data) · BNF (FR) cb14477514m (data) · J9U (EN, HE) 987007419026805171 |